# Par vitalicio
En el Reino Unido, un par vitalicio (en inglés: life peer) es un miembro designado de este título nobiliario (condición de par) que no es hereditario, a diferencia de un par hereditario. 
En tiempos modernos, los pares vitalicios son nombrados siempre con el rango de barón y su designación sigue lo dispuesto en la Ley de Pares vitalicios de 1958 y dan derecho a los titulares a ocupar escaños en la Cámara de los Lores, suponiendo que cumplan con requisitos como la edad y la ciudadanía. Los hijos legítimos de un par vitalicio tienen derecho a lucir el prefijo "El Honorable", aunque no pueden heredar el título de par.